# 截头肋毛蕨
截头肋毛蕨（学名：Ctenitis truncata）为叉蕨科肋毛蕨属下的一个种。

## 扩展阅读
- 維基物種上的相關：截头肋毛蕨